# Euphorbia lukoseana
Euphorbia lukoseana är en törelväxtart som beskrevs av Susan Carter. Euphorbia lukoseana ingår i släktet törlar, och familjen törelväxter. Inga underarter finns listade i Catalogue of Life.